# Val San Nicolò
Val San Nicolò (ladinsky Val de Sèn Nicolò) je údolí v Dolomitech. Val San Nicolò je bočním údolím odbočujícím z údolí Val di Fassa. Leží na území obce San Giovanni di Fassa. Nejvyšším bodem údolí je Cima dell'Uomo na východě (3010 m n. m.), patřící do horské skupiny Marmolada. Protéká jím řeka Rio di San Nicolò, která pramení v lokalitě Jonta, známé svými vodopády.

## Popis
Údolí Val San Nicolò je obklopeno horskými skupinami Costabella a Monzoni na jihu a Buffaure-Colac na severu. Na západě ústí do údolí Val di Fassa. Horní část údolí je poseta charakteristickými stodolami a horskými chatami, které jsou většinou obsazeny během letní sezóny. Údolí je zpočátku poměrně široké, ledovcového typu, od lokality Sauch se zužuje a nabývá tvaru písmene "V". Pod ústím údolí Ruf de Munciogn se opět rozšiřuje, jeho svahy jsou mírnější, a tento charakter si drží až k ústí do údolí Val di Fassa.

## Boční údolí
Údolí Val San Nicolò má dvě významná boční údolí:
- Údolí Valle dei Monzoni v pohoří Monzoni na jižní straně. Jedná se o široké ledovcové údolí s četnými chatami a vysokohorskými pastvinami, do kterého se vlévá mnoho potoků z Vallaccia a Passo delle Selle. Krátce před ústím do údolí Val San Nicolò se svahy ve tvaru písmene U rychle mění na svahy ve tvaru písmene V a vytvářejí působivý kaňon.
- Val Jumela v pohoří Buffaure na severní straně. Ústí do Val San Nicolò krátce před jeho ústím do Val di Fassa, a jde tedy o takřka samostatné údolí. I ono má typicky ledovcovou horní část s horskými chatami a stodolami, které se používají v létě.

## Přístupy
Údolím San Nicolò prochází převážně asfaltová silnice z Pozza di Fassa, po které se dá dojet až do vesnice Sauch (1700 m n. m.). Odtud se nezpevněná cesta, po které se dá jít pouze pěšky, dělí na četné stezky, které umožňují spojení s četnými přilehlými údolími přes vysokohorské průsmyky. Kromě výše zmíněné asfaltové silnice jsou nejčastějšími přístupy do údolí:
- Z údolí Val Contrin, přes Passo San Nicolò (2338 m), turistická cesta č. 648;
- Z Val Contrin přes Passo Pasché (2502 m), turistická cesta č. 609;
- Z údolí Val de Grepa přes Sela Brunech (2428 m), stezky č. 645 a 613 (přístup do údolí Val Jumela);
- Z obce Ciampac, kolem Sela Brunech, cesta č. 644;
- Z Ciampacu přes Forgia Neigra a Passo San Nicolò, trasy č. 644 a 613;
- Z údolí Valle di San Pellegrino přes Passo delle Selle (2528 m), trasa č. 604;
- Z údolí Valle di San Pellegrino přes Forcella del Ciadin (2664 m), trasy č. 637b a 637.

## Galerie

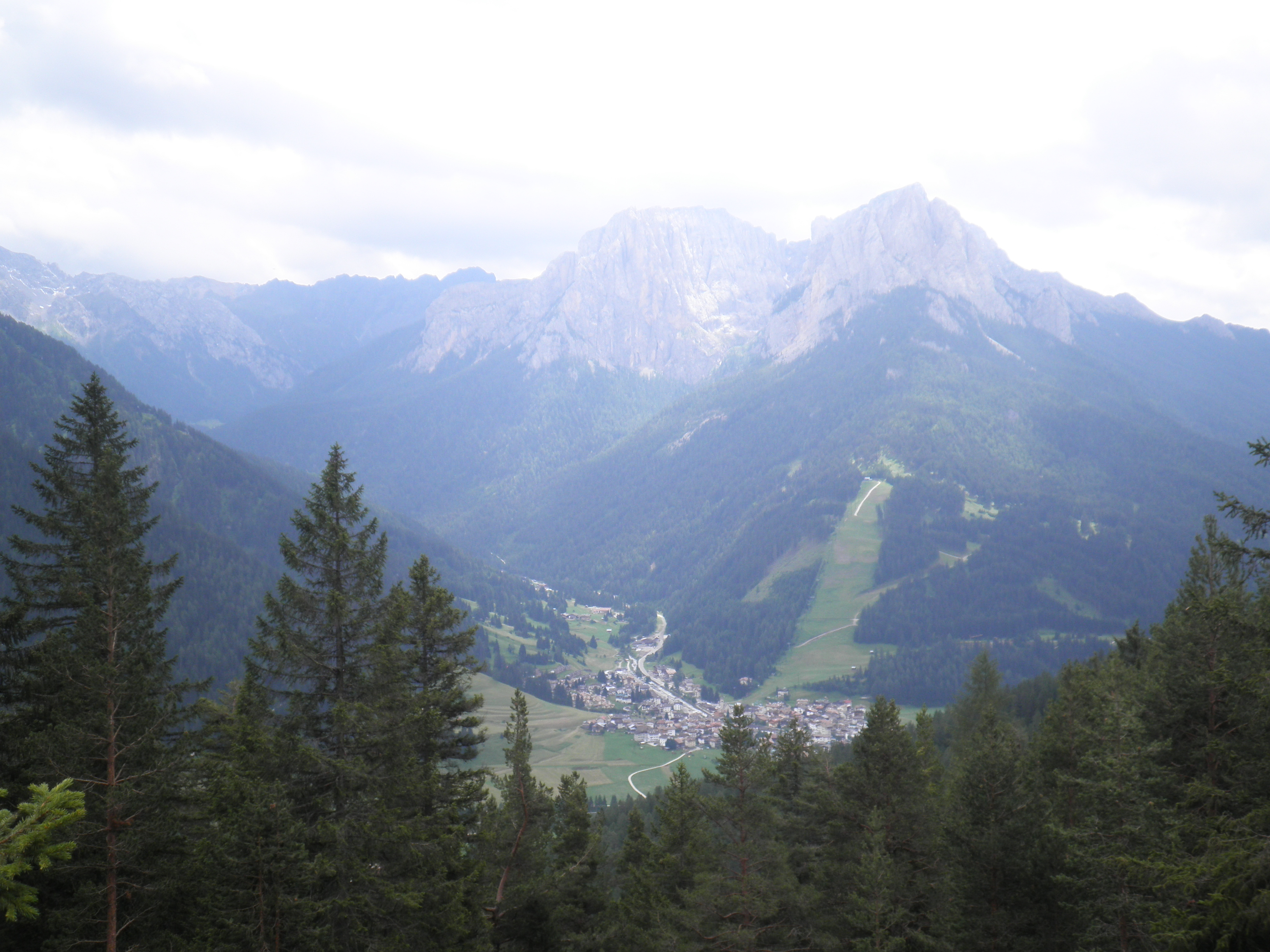
Vstup do údolí s údolím Val di Fassa u Pozza di Fassa
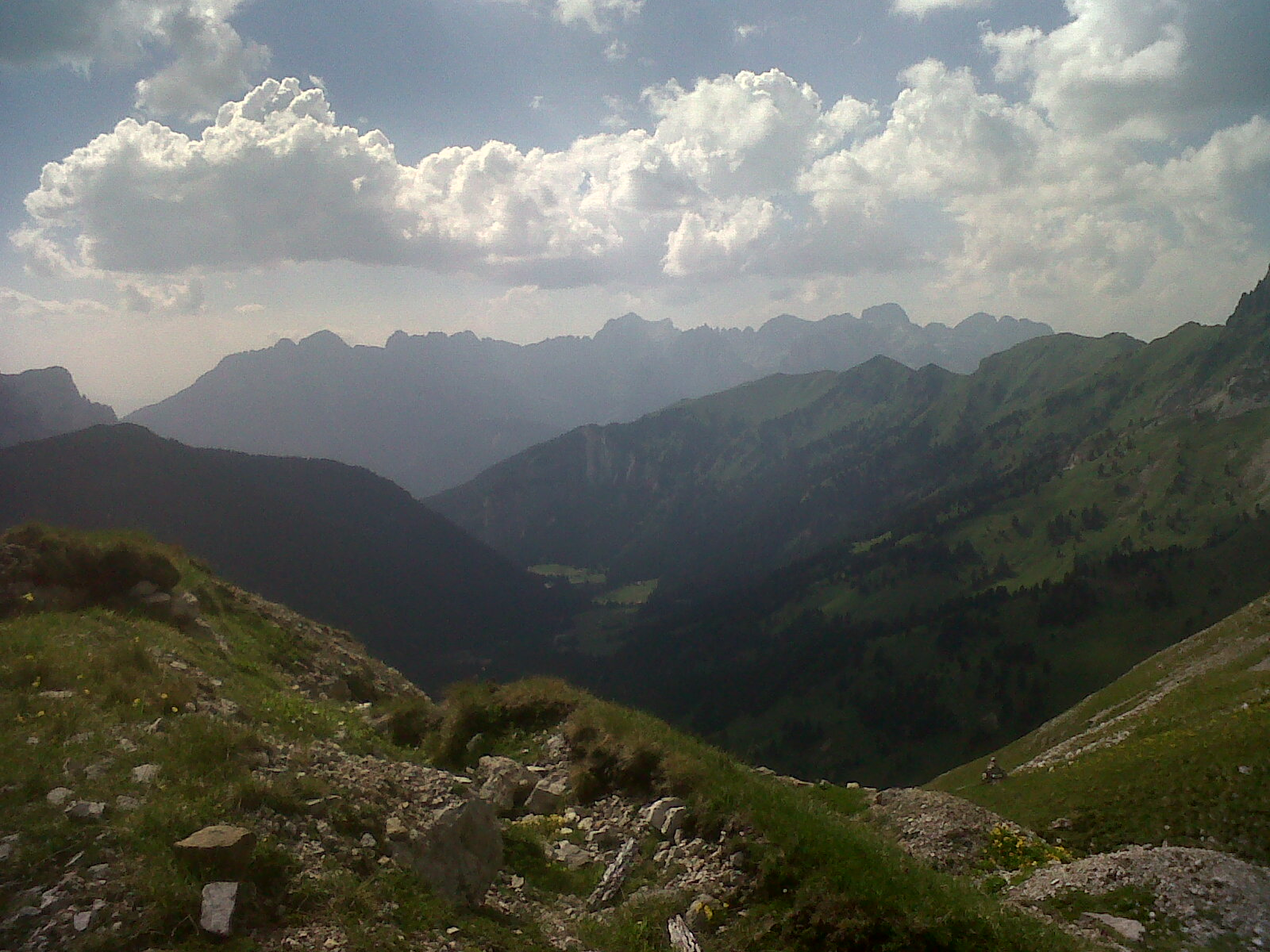
Celkový pohled na údolí San Nicolò z Dò Ciarele (krátce za Passo Pasché)
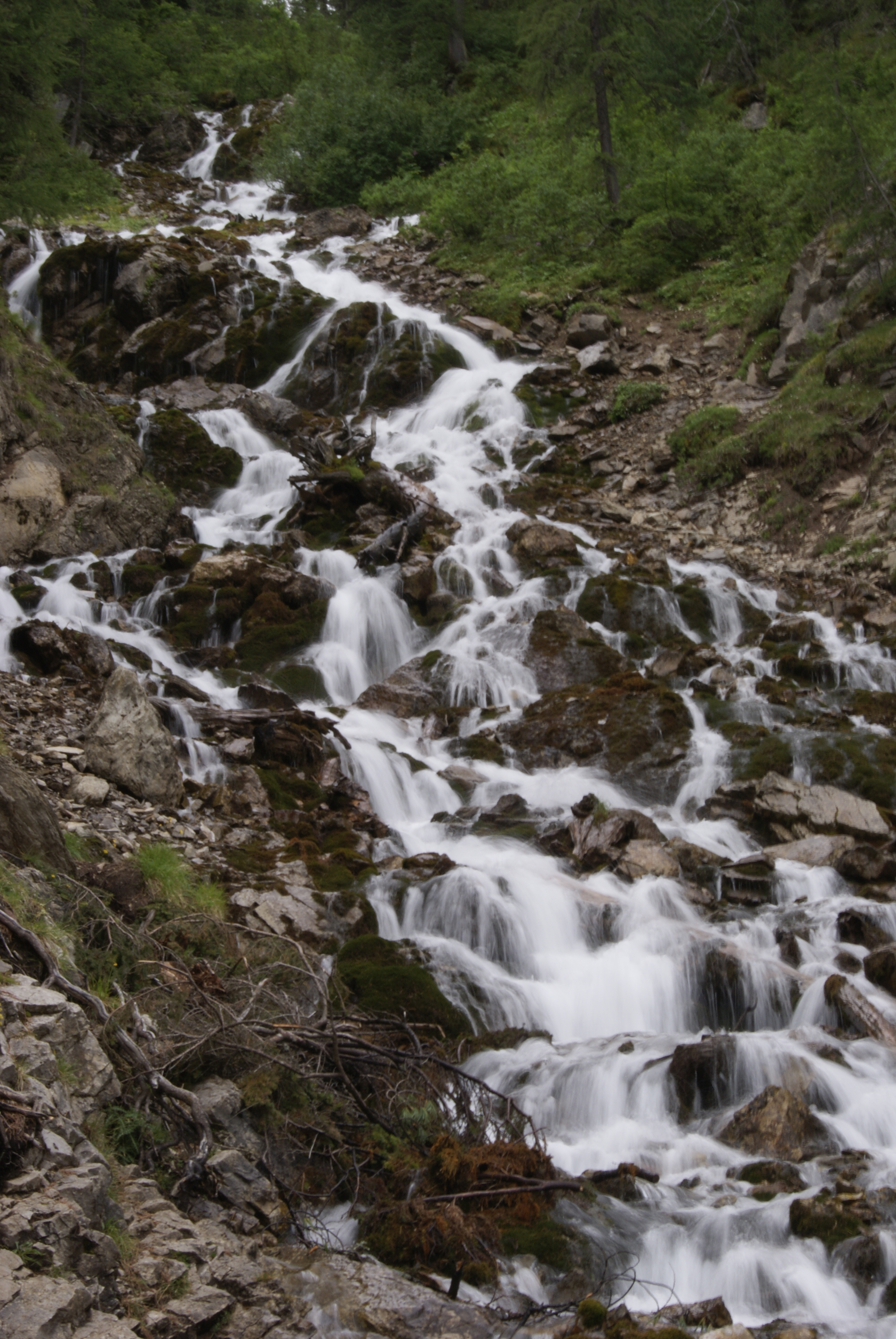
Vodopády Jonta v horní části údolí
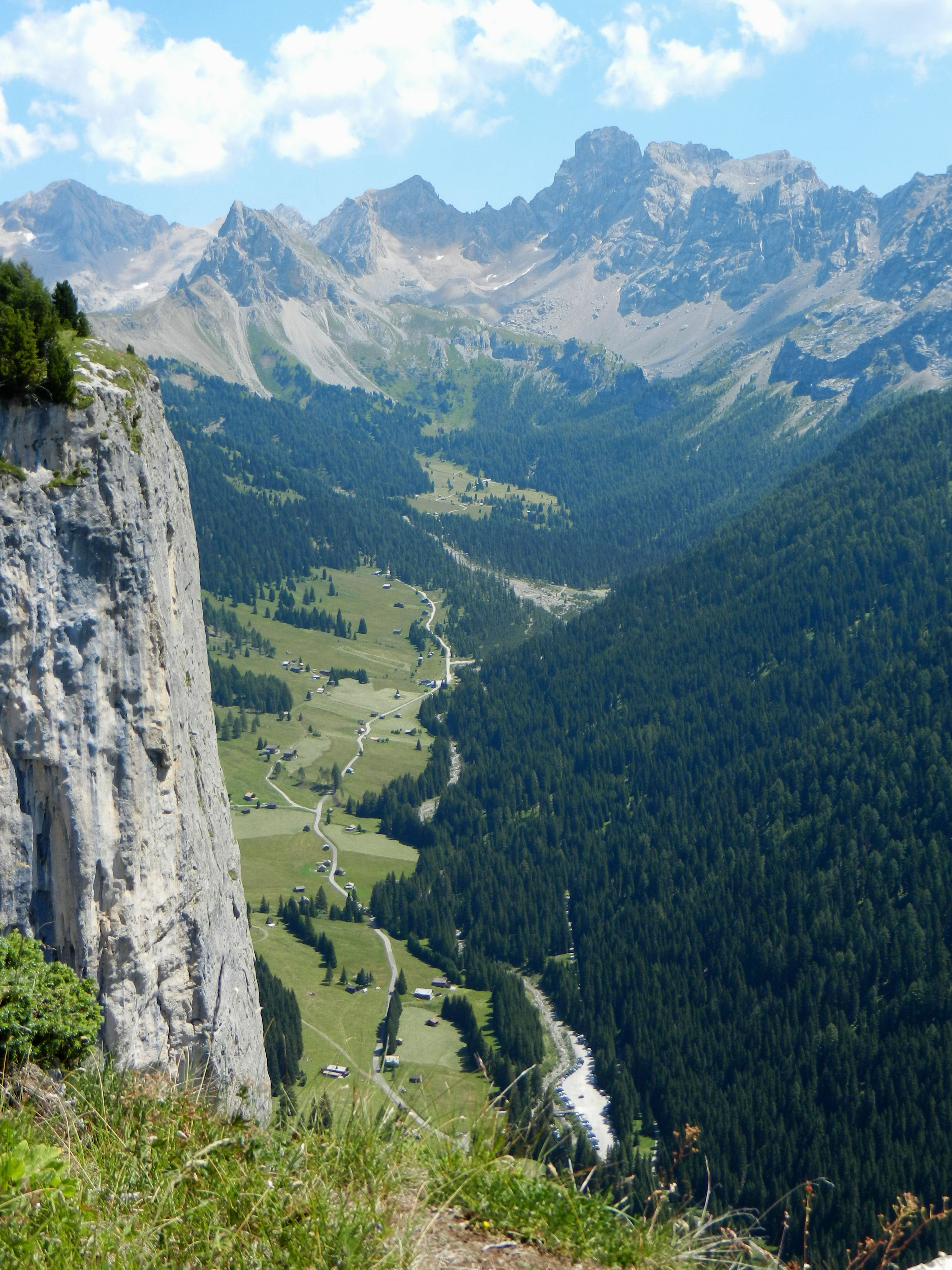
Údolí San Nicolò s vrcholem Cima dell'Uomo, pohled z Buffaure
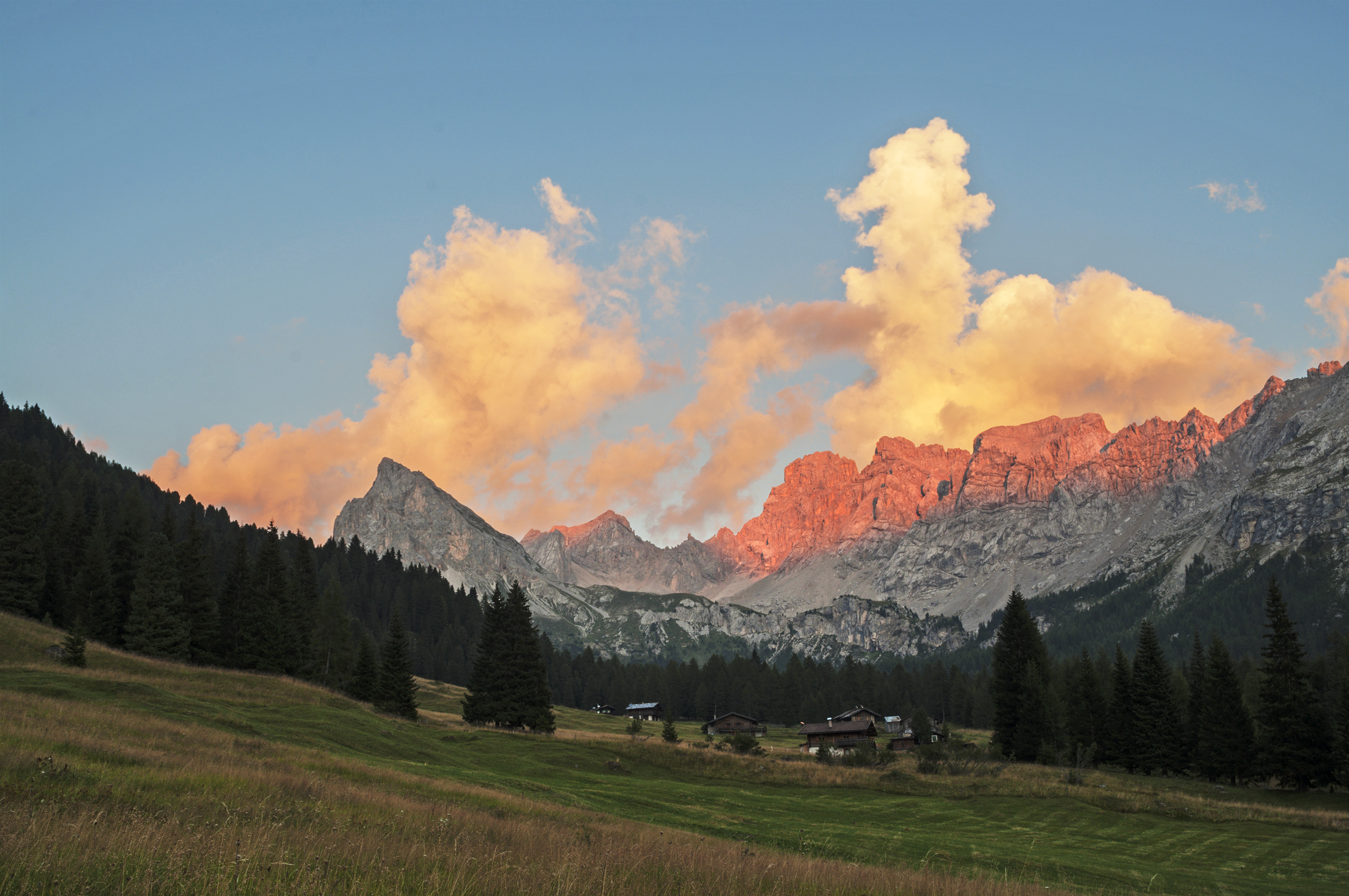
podvečer v údolí San Nicolò
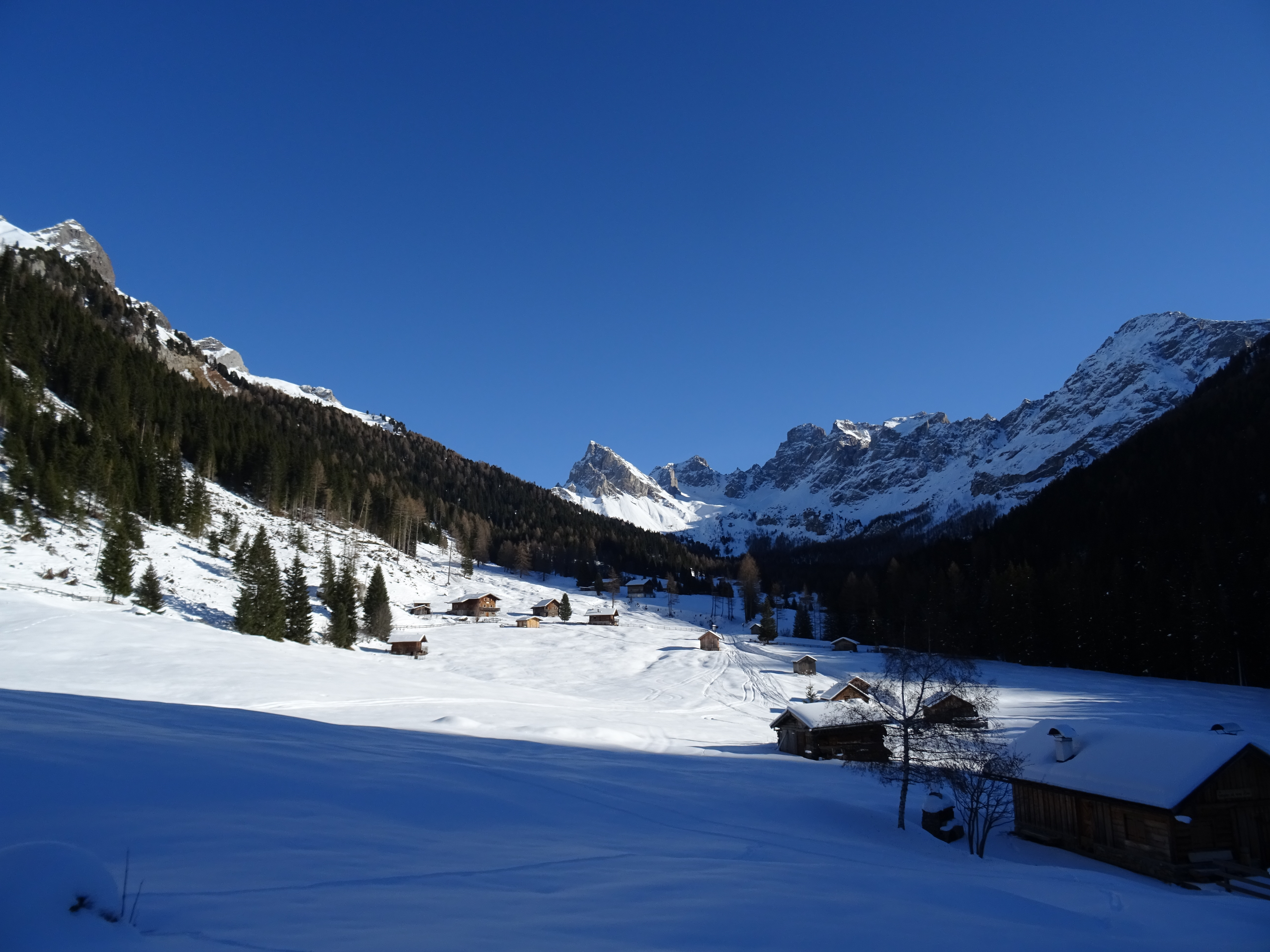
údolí San Nicolò v zimě